# Еловое (озеро, Карелия)
Еловое — пресноводное озеро на территории Кестеньгского сельского поселения Лоухского района Республики Карелии.

## Общие сведения
Площадь озера — 1,8 км². Располагается на высоте 120,2 метров над уровнем моря.
Форма озера продолговатая: оно немного вытянуто с северо-востока на юго-запад. Берега каменисто-песчаные, местами заболоченные.
Сток из Елового осуществляется двумя путями:
- с северной стороны Еловое соединено короткой протокой с озером Большим Северным, из которого берёт начало река Кулат;
- с южной стороны из Елового вытекает безымянный водоток, который, пересекая трассу 86К-127, а затем — железнодорожную ветку Лоухи — Пяозеро, протекает озеро Лебедево, после чего также впадает в реку Кулат. Последняя с левого берега впадает в реку Кереть, которая, в свою очередь, впадает в Белое море[1][7].

На южном берегу Елового располагается посёлок Сосновый, через который проходит трасса 86К-127 («Р-21 „Кола“ — Пяозерский — граница с Финляндской Республикой»).
Код объекта в государственном водном реестре — 02020000711102000002316.